# Bik'at Sachnin
Bik'at Sachnin (hebrejsky: בקעת סחנין, Sachninské údolí) je údolí v severním Izraeli, v Dolní Galileji.

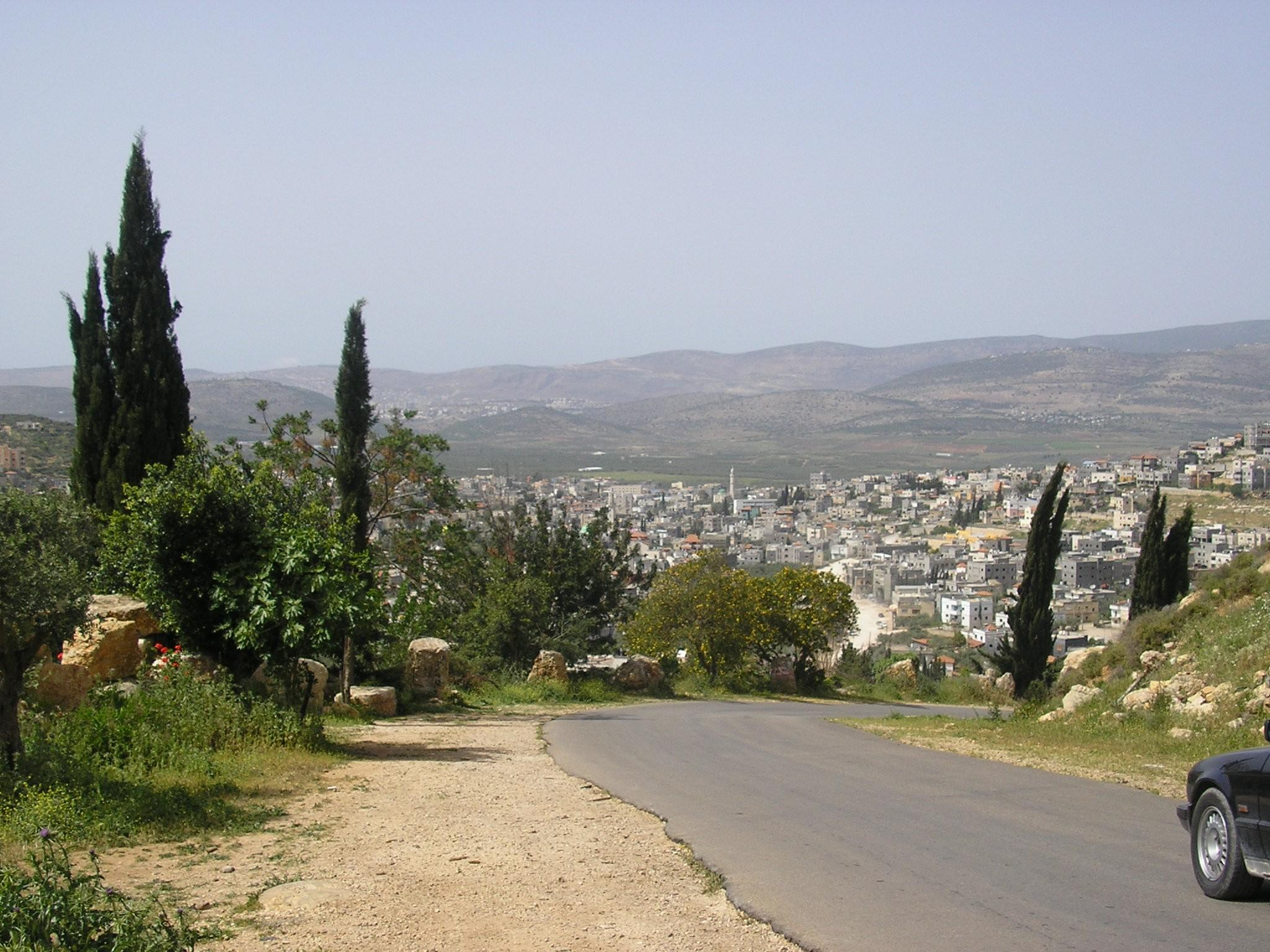
Pohled na město Araba od jihozápadu, od vysočiny Harej Jatvat

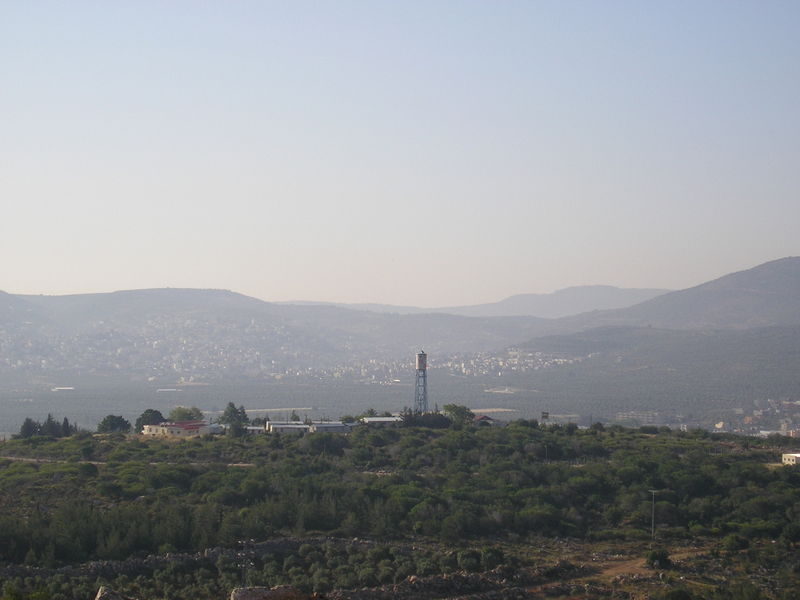
V popředí vesnice Ešbal, v pozadí údolí Sachnin a město Sachnin

Nachází se v nadmořské výšce necelých 200 metrů. Leží v něm několik měst: Sachnin, Araba a Dejr Channa. Na jihu je od sousedního velkého údolí Bejt Netofa odděleno pásem hornatiny Harej Jatvat s dílčími vrcholky jako Har Netofa, Har Avtalijon, Har ha-Achim, Har Morsan, Har ha-Š'avi a Har Acmon. Na západě končí soutěskou u vrchu Giv'at Sachnit, kudy nejzápadnější sektor údolí opouští vádí Nachal Sachnin.
Na severní straně tvoří hranice údolí několik menších pahorků jako Giv'at Karad (s vesnicí Ešchar) nebo Har Chilazon u vesnice Lotem. Na severovýchodní straně některé výběžky údolí dosahují až k úpatí masivu Har Kamon. Východní okraj je tvořen terénním zlomem, který vymezuje také rozvodí mezi Středozemním mořem a Galilejským jezerem (vádí Nachal Calmon).
Zatímco západní část údolí je odvodňována tokem Nachal Sachnin, pak téměř celý zbytek patří do povodí vádí Nachal Chilazon a jeho přítoků Nachal Chana, Nachal Chanina a Nachal Morsan. Pouze vádí Nachal Kecach a Nachal Kamon na severovýchodním okraji údolí náležejí již do povodí Nachal Calmon.
Centrální oblasti údolí jsou z velké části zemědělsky využívány. Jižní okraj má husté osídlení, převážně arabské. Na okolních pahorcích a náhorních terasách pak ve 2. polovině 20. století vznikla i síť menších židovských sídel vesnického typu. Dopravní osou údolí je lokální silnice 805, jež propojuje ve východozápadním směru všechna zdejší větší sídla.